# M3 (Storbritannien)

Lägeskarta.

M3 är en motorväg mellan London och Southampton i Storbritannien. I London ansluter den till den sydvästra delen av den stora motorvägsringen M25 och i Southampton ansluter den till M27. Motorvägen går förbi Camberley, Farnborough, Basingstoke, Winchester och Eastleigh. Den största delen har sex körfält. 

## Numrering av trafikplatser längs M3
|  | Nr | Skyltning                                                 |
|  | -- | --------------------------------------------------------- |
|  | 1  | 308 Sunbury-on-Thames                                     |
|  | 2  | Gatwick, Heathrow, Dartford, Chertsey, Staines            |
|  | 3  | 322 Woking, Bracknell, Lightwater                         |
|  | 4  | 331 Guildford, Farnham, Camberley, Farnborough, Aldershot |
|  | 4A | 327 Farnborough, Fleet                                    |
|  | 5  | 287 B3349 Hook                                            |
|  | 6  | 339 Basingstoke, Newbury, Alton, Reading                  |
|  | 7  | 30 Basingstoke                                            |
|  | 8  | 303 Andover, Salisbury                                    |
|  | 9  | 34 272 Newbury, Winchester                                |
|  | 10 | 31 B3330 Winchester, Alton                                |
|  | 11 | 3090 B3335 Winchester                                     |
|  | 12 | 335 Eastleigh, Chandler's Ford                            |
|  | 13 | 335 Eastleigh, Chandler's Ford                            |
|  | 14 | Southampton, Bournemouth, Fareham, Portsmouth             |